# Stanisław Pierzchlewski
Stanisław Pierzchlewski (ur. 11 stycznia 1916 w Kole, zm. 8 października 1943 na północnym Atlantyku) – kapitan marynarki wojennej i oficer pokładowy okrętów nawodnych i podwodnych.

## Wykształcenie
Urodził się 11 stycznia 1916 w Kole jako drugi syn Józefa Pierzchlewskiego i Cecylii z domu Wineckiej. Wraz z rodzicami przeniósł się do Kalisza. W 1934 złożył egzamin dojrzałości w Państwowym Gimnazjum im. Tadeusza Kościuszki w Kaliszu. W trakcie nauki angażował się w działalność sportową i społeczną, był m.in. sekretarzem redakcji gazetki szkolnej „Świt”.
W 1937 ukończył Wydział Mechaniczny Szkoły Podchorążych Marynarki Wojennej w Toruniu, otrzymując wówczas stopień podporucznika marynarki. W okresie stażu oficerskiego pełnił służbę na ORP „Wilja”, ORP „Wicher”, ORP „Wilk”, ORP „Bałtyk”, oraz w bazie Morskiego Dywizjonu Lotniczego w Pucku.

## Służba wojskowa
20 marca 1939 objął funkcję II oficera mechanika na okręcie podwodnym ORP „Orzeł”. Służba na nim z uwagi na staranną selekcję załogi stanowiła wyróżnienie.
Służba na ORP „Orzeł”
4 września 1939 ORP „Orzeł” został uszkodzony. 14 września okręt przybił do neutralnego Tallinna celem usunięcia uszkodzeń. Dzień później ORP „Orzeł” został internowany, rozbrojony, a mapy nawigacyjne – zarekwirowane.  W nocy z 17 na 18 września 1939 roku załodze udało się mimo ostrzału wyprowadzić okręt z portu. Ucieczka ta była możliwa dzięki samodzielnie opracowanym mapom, które zostały wykonane przez oficera nawigacyjnego okrętu, podporucznika Mariana Mokrskiego na podstawie spisu latarni morskich. Podporucznik Stanisław Pierzchlewski, mając odpowiedni zasób wiedzy po niedawno ukończonej szkole podchorążych, również miał swój czynny udział w opracowywaniu tych map.
W październiku 1939 okręt dopłynął do Wielkiej Brytanii, gdzie został poddany niezbędnym pracom remontowym. 16 listopada 1939 Wódz Naczelny, generał Władysław Sikorski, dokonał dekoracji orderami zasłużonych członków załogi ORP „Orzeł”. Wśród wyróżnionych znalazł się podporucznik Stanisław Pierzchlewski, odznaczony Krzyżem Walecznych.
Służba na ORP „Burza”
Z dniem 6 marca 1940 roku podporucznik Stanisław Pierzchlewski został przeniesiony, rozkazem kontradmirała Jerzego Świrskiego na ORP „Burza” i objął na nim stanowisko II oficera mechanika. Na okręcie tym brał udział w akcjach patrolowania Morza Północnego, eskortowaniu konwojów oraz osłonie portów przed atakami niemieckiego lotnictwa. 3 maja 1940 otrzymał awans na stopień porucznika marynarki.
Służba na ORP „Krakowiak”

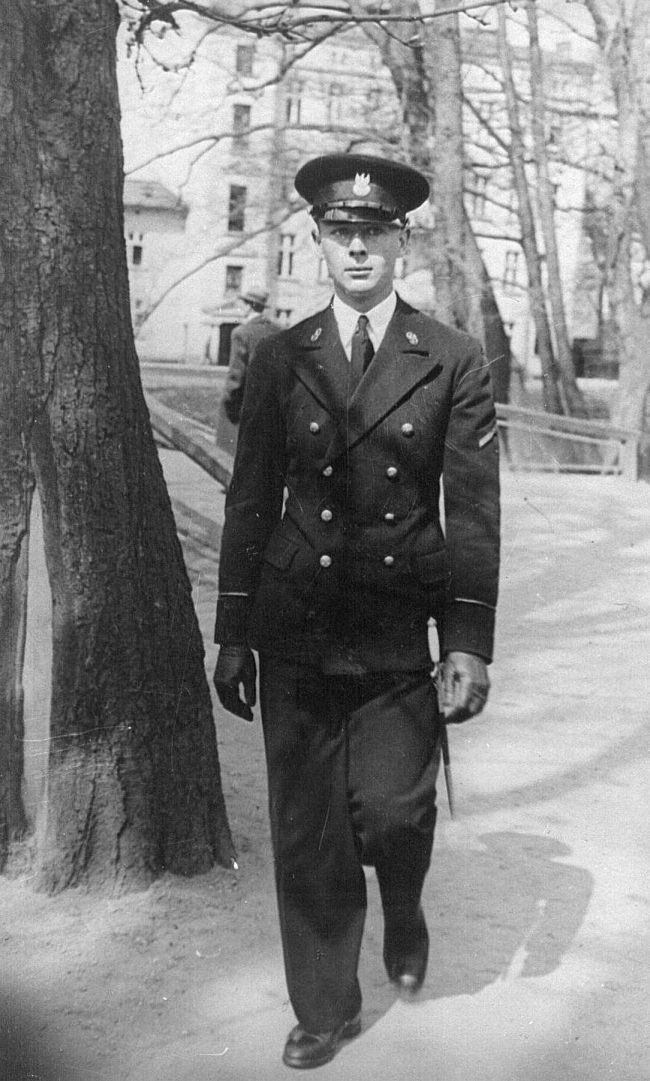
Stanisław Pierzchlewski w czasach nauki w Szkole Podchorążych Marynarki Wojennej w Toruniu

22 maja 1941 został przeniesiony na niszczyciel ORP „Krakowiak” (wypożyczony przez Admiralicję Brytyjską Polskiej Marynarce Wojennej) na stanowisko oficera mechanika. W grudniu 1941 brał udział w rajdzie na niemiecka bazę Lofoten. Następnego roku eskortował konwoje na Atlantyku. W lipcu 1942 roku eskortował lądujące na Sycylii wojska alianckie (operacja Husky).
Służba na ORP „Orkan”
20 września 1942 otrzymał rozkaz przeniesienia na nowy niszczyciel ORP „Orkan” i objęcia funkcji I oficera mechanika. Okręt ten uczestniczył głównie w działaniach osłonowych konwojów zdążających do ZSRR. 3 maja 1943 Pierzchlewski otrzymał awans na stopień kapitana marynarki. 
8 października 1943 ORP „Orkan” został trafiony przez niemiecki okręt podwodny U-378 torpedą akustyczną w rufę, co spowodowało rozbicie zbiorników z ropą i rozległy pożar. Doprowadziło to do zatonięcia okrętu i śmierci większości załogi. Kapitan Stanisław Pierzchlewski, według relacji ocalałych w chwili trafienia, znajdował się w maszynowni okrętu, nie mając szans na ocalenie.

## Awanse
- podporucznik marynarki (15 października 1937)
- porucznik marynarki (3 maja 1940)
- kapitan marynarki (3 maja 1943)

## Odznaczenia
- Krzyż Walecznych (dwukrotnie)
- Medal Morski[5]